# Bogotacris peruvianus
Bogotacris peruvianus är en insektsart som beskrevs av Ronderos 1992. Bogotacris peruvianus ingår i släktet Bogotacris och familjen gräshoppor. Inga underarter finns listade i Catalogue of Life.